# Gas ideal

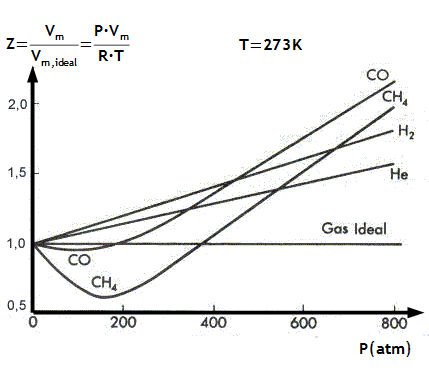
Factor de compressibilitat, Z, representat respecte de la pressió, P, per a un gas ideal (línia horitzontal) i per a diversos gasos reals

Un gas ideal és el model més senzill de l'estat gasós emprat en termodinàmica. Els gasos es comporten com un gas ideal a pressions de l'ordre de la pressió atmosfèrica o menors, i a temperatures ambient o majors.

## Definició macroscòpica

Isotermes d'un gas ideal. Cada corba correspon a una temperatura diferent. S'obtenen hipèrboles perfectes

Des d'un punt de vista macroscòpic, un gas ideal és aquell que compleix que el seu factor de compressibilitat, {\displaystyle Z}, la relació entre les seves variables (pressió, {\displaystyle P}, volum molar, {\displaystyle V_{\rm {m}}}, temperatura absoluta, {\displaystyle T}) i la constant dels gasos, {\displaystyle R}, és igual a 1:

(1){\displaystyle Z={\frac {PV_{\rm {m}}}{RT}}=1}

O bé que compleixen l'equació dels gasos ideals o equació de Clapeyron-Mendeléiev que, per a {\displaystyle n} mols pren la forma:

(2){\displaystyle PV=nRT}

En un gas ideal, quan la temperatura tendeix al zero absolut (-273,15 °C) el seu volum tendeix a zero. És un gas que no es condensa en líquid en baixar la temperatura, ni es pot liquar per augment de la pressió.
Els gasos reals que més s'acosten a un comportament de gas ideal són els gasos monoatòmics, per exemple l'heli o l'argó, en condicions de baixa pressió (valors al voltant d'1 atm i inferiors) i alta temperatura (al voltant de 0 °C i superiors). En condicions normals de pressió i temperatura, la majoria dels gasos reals poden ser tractats qualitativament com un gas ideal. Diversos gasos com l'aire, el nitrogen, l'oxigen, l'hidrogen i el gasos nobles, a més d'alguns gasos més pesats com el diòxid de carboni, es poden aproximar a gasos ideals amb un marge d'error tolerable.
A temperatures ordinàries, els gasos reals, quan s'augmenta la pressió, són més compressibles que el que hom pot esperar d'aplicar l'equació de Clapeyron-Mendeléiev. Però, continuant augmentant la pressió, s'arriba a un punt en què el gas canvia de comportament, comprimint-se menys que si fos un gas ideal. L'hidrogen, l'heli i el neó són en tot moment menys compressibles, però a temperatures prou baixes tenen un comportament semblant a la resta de gasos reals.

## Definició microscòpica

Simulació del comportament de les molècules d'una mescla de dos gasos ideals

Des d'un punt de vista microscòpic, un gas ideal és aquell gas les partícules del qual tenen un volum negligible comparat amb el volum del recipient que les conté, alhora que les forces d'atracció i repulsió entre si (forces intermoleculars) són inexistents.
Segons la teoria cineticomolecular, les molècules d'aquest gas ideal es mouen a grans velocitats en línia recta xocant de forma elàstica entre si i contra les parets del recipient, la qual cosa les fa canviar de direcció de moviment. La pressió del gas, {\displaystyle P}, està relacionada amb els xocs contra les parets segons l'equació:

(3){\displaystyle P={\frac {1}{3}}{\frac {nm{\langle v\rangle ^{2}}}{V}}}

en què:
- {\displaystyle n} és el nombre de molècules del gas.
- {\displaystyle m} és la massa d'una molècula de gas.
- {\displaystyle \langle v^{2}\rangle } és la velocitat al quadrat mitjana de les molècules.
- {\displaystyle V} és el volum del recipient que conté el gas.[3]

I la temperatura, {\displaystyle T}, està relacionada amb l'energia cinètica mitjana, {\displaystyle \langle E_{\mathrm {c} }\rangle }, mitjançant la fórmula:

(4){\displaystyle \langle E_{\mathrm {c} }\rangle ={\frac {1}{2}}m\langle v^{2}\rangle ={\frac {3}{2}}k_{\mathrm {B} }T}

en què:
- {\displaystyle k_{\mathrm {B} }}, és la constant de Boltzmann.[3]

## Etimologia
El físic alemany Rudolf Clausius (1822-1888) utilitzà el terme gas ideal el 1857 en un famós article fent referència a un article anterior del químic francès Henri Victor Regnault (1810-1878). El 1890, la frase "gas perfecte ideal" estava sent utilitzada en relació amb els gasos que obeïen les lleis de Boyle-Mariotte i de Charles i Gay-Lussac. El 1923, s'usaven termes com gas perfecte o gas ideal. Poc després, l'adjectiu perfecte fou eliminat, i en restà només el terme emprat en l'actualitat de gas ideal.

## Capacitat tèrmica
La capacitat tèrmica sense dimensions a volum constant es defineix generalment per:
{\displaystyle {\hat {c}}_{V}={\frac {1}{nR}}T\left({\frac {\partial S}{\partial T}}\right)_{V}={\frac {1}{nR}}\left({\frac {\partial U}{\partial T}}\right)_{V}}
on S és l'entropia. Aquesta quantitat és generalment una funció de la temperatura a causa de forces intermoleculars i intramoleculars, però per a temperatures moderades és aproximadament constant. Concretament, el teorema d'equipartició prediu que la constant d'un gas monoatòmic és ĉV = 32 mentre que per a un gas diatòmic és ĉV = 52 si no es tenen en compte les vibracions (que sovint és una excel·lent aproximació). Com que la capacitat calorífica depèn de la naturalesa atòmica o molecular del gas, les mesures macroscòpiques de la capacitat calorífica proporcionen informació útil sobre l'estructura microscòpica de les molècules.
La capacitat calorífica adimensional a pressió constant d'un gas ideal és:
{\displaystyle {\hat {c}}_{P}={\frac {1}{nR}}T\left({\frac {\partial S}{\partial T}}\right)_{P}={\frac {1}{nR}}\left({\frac {\partial H}{\partial T}}\right)_{P}={\hat {c}}_{V}+1}
on H = U + PV és l'entalpia del gas.
De vegades, es fa una distinció entre un gas ideal, on ĉV i ĉP pot variar amb la temperatura, i un gas perfecte, per al qual aquest no és el cas.
La relació entre el volum constant i la capacitat calorífica a pressió constant és el coeficient de dilatació adiabàtica
{\displaystyle \gamma ={\frac {c_{P}}{c_{V}}}}
Per a l'aire, que és una barreja de gasos, es pot suposar que aquesta relació és 1,4 amb només un petit error en un ampli interval de temperatures.

## Entropia
Utilitzant només els resultats de la termodinàmica, podem recórrer un llarg camí per determinar l'expressió de l'entropia d'un gas ideal. Aquest és un pas important ja que, segons la teoria del potencial termodinàmic, si podem expressar l'entropia en funció de U (U és un potencial termodinàmic), el volum V i el nombre de partícules N, aleshores tindrem una declaració completa del comportament termodinàmic del gas ideal. Podrem derivar-ne tant la llei dels gasos ideals com l'expressió de l'energia interna.
Com que l'entropia és un diferencial exacte, utilitzant la regla de la cadena, el canvi d'entropia quan es passa d'un estat de referència 0 a un altre estat amb entropia S es pot escriure com ΔS on:
{\displaystyle \Delta S=\int _{S_{0}}^{S}dS=\int _{T_{0}}^{T}\left({\frac {\partial S}{\partial T}}\right)_{V}\!dT+\int _{V_{0}}^{V}\left({\frac {\partial S}{\partial V}}\right)_{T}\!dV}
on les variables de referència poden ser funcions del nombre de partícules N. Utilitzant la definició de la capacitat calorífica a volum constant per al primer diferencial i la relació de Maxwell adequada per al segon, tenim:
{\displaystyle \Delta S=\int _{T_{0}}^{T}{\frac {C_{V}}{T}}\,dT+\int _{V_{0}}^{V}\left({\frac {\partial P}{\partial T}}\right)_{V}dV.}
Expressant CV en termes de ĉV tal com es va desenvolupar a la secció anterior, diferenciant l'equació dels gasos ideals de l'estat i els rendiments integrants:
{\displaystyle \Delta S={\hat {c}}_{V}Nk\ln \left({\frac {T}{T_{0}}}\right)+Nk\ln \left({\frac {V}{V_{0}}}\right)}
que implica que l'entropia es pot expressar com:
{\displaystyle S=Nk\ln \left({\frac {VT^{{\hat {c}}_{V}}}{f(N)}}\right)}
on totes les constants s'han incorporat al logaritme com a f(N), que és una funció del nombre de partícules N que té les mateixes dimensions que VTĉV per tal que l'argument del logaritme sigui adimensional. Ara imposem la restricció que l'entropia sigui extensiva. Això significarà que quan els paràmetres extensos (V i N) es multipliquin per una constant, l'entropia es multiplicarà per la mateixa constant. Matemàticament:
{\displaystyle S(T,aV,aN)=aS(T,V,N).}
A partir d'això trobem una equació per a la funció f(N)
{\displaystyle af(N)=f(aN).}
Diferenciant això respecte a a, establint a igual a 1, i després resolent l'equació diferencial s'obté f(N):
{\displaystyle f(N)=\Phi N}
on Φ pot variar per a diferents gasos, però serà independent de l'estat termodinàmic del gas. Tindrà les dimensions de VTĉV/N. Substituint a l'equació l'entropia:
{\displaystyle {\frac {S}{Nk}}=\ln \left({\frac {VT^{{\hat {c}}_{V}}}{N\Phi }}\right).}
i utilitzant l'expressió de l'energia interna d'un gas ideal, l'entropia es pot escriure:
{\displaystyle {\frac {S}{Nk}}=\ln \left[{\frac {V}{N}}\,\left({\frac {U}{{\hat {c}}_{V}kN}}\right)^{{\hat {c}}_{V}}\,{\frac {1}{\Phi }}\right]}
Com que aquesta és una expressió de l'entropia en termes de U, V i N, és una equació fonamental a partir de la qual es poden derivar totes les altres propietats del gas ideal.
Això és tan lluny com podem arribar utilitzant només la termodinàmica. Tingueu en compte que l'equació anterior és defectuosa —a mesura que la temperatura s'acosta a zero, l'entropia s'acosta a l'infinit negatiu, en contradicció amb la tercera llei de la termodinàmica. En el desenvolupament «ideal» anterior, hi ha un punt crític, no al zero absolut, en què l'argument del logaritme es converteix en unitat i l'entropia es converteix en zero. Això no és físic. L'equació anterior és una bona aproximació només quan l'argument del logaritme és molt més gran que la unitat— el concepte de gas ideal es descompon a valors baixos de VN. No obstant això, hi haurà un «millor» valor de la constant en el sentit que l'entropia prevista és el més proper possible a l'entropia real, donada la suposició defectuosa d'idealitat. Una derivació mecànica quàntica d'aquesta constant es desenvolupa en la derivació de l'equació de Sackur–Tetrode que expressa l'entropia d'un gas ideal monoatòmic (ĉV = 32). En la teoria de Sackur-Tetrode, la constant depèn només de la massa de la partícula de gas. L'equació de Sackur-Tetrode també pateix una entropia divergent a zero absolut, però és una bona aproximació de l'entropia d'un gas ideal monoatòmic per a temperatures prou altes.
Una forma alternativa d'expressar el canvi d'entropia:
{\displaystyle {\frac {\Delta S}{Nk{\hat {c}}_{V}}}=\ln \left({\frac {P}{P_{0}}}\right)+\gamma \ln \left({\frac {V}{V_{0}}}\right)=\ln \left({\frac {PV^{\gamma }}{P_{0}V_{0}^{\gamma }}}\right)\implies PV^{\gamma }=\mathrm {const.} \;{\text{for isentropic process}}}

## Potencials termodinàmics
Expressant l'entropia en funció de T, V i N:
{\displaystyle {\frac {S}{kN}}=\ln \left({\frac {VT^{{\hat {c}}_{V}}}{N\Phi }}\right)}
El potencial químic del gas ideal es calcula a partir de l'equació d'estat corresponent (vegeu potencial termodinàmic):
{\displaystyle \mu =\left({\frac {\partial G}{\partial N}}\right)_{T,P}}
a on G és l'energia lliure de Gibbs i és igual a U + PV − TS de manera que:
{\displaystyle \mu (T,P)=kT\left({\hat {c}}_{P}-\ln \left({\frac {kT^{{\hat {c}}_{P}}}{P\Phi }}\right)\right)}
El potencial químic normalment es fa referència al potencial a una pressió estàndard Po de manera que, amb {\displaystyle \mu ^{o}(T)=\mu (T,P^{o})}:
{\displaystyle \mu (T,P)=\mu ^{o}(T)+kT\ln \left({\frac {P}{Po}}\right)}
Per a una mescla (j=1,2…) de gasos ideals, cadascun a pressió parcial Pj, es pot demostrar que el potencial químic μj vindrà donat per l'expressió anterior amb la pressió P substituïda per Pj.
Els potencials termodinàmics d'un gas ideal ara es poden escriure com a funcions de T, V i N com:
| {\displaystyle U\,} |                            | {\displaystyle ={\hat {c}}_{V}NkT\,} |
| {\displaystyle A\,} | {\displaystyle =U-TS\,}    | {\displaystyle =\mu N-NkT\,}         |
| {\displaystyle H\,} | {\displaystyle =U+PV\,}    | {\displaystyle ={\hat {c}}_{P}NkT\,} |
| {\displaystyle G\,} | {\displaystyle =U+PV-TS\,} | {\displaystyle =\mu N\,}             |
on, com abans,
{\displaystyle {\hat {c}}_{P}={\hat {c}}_{V}+1}.
La manera més informativa d'escriure els potencials és en termes de les seves variables naturals, ja que cadascuna d'aquestes equacions es pot utilitzar per derivar totes les altres variables termodinàmiques del sistema. Pel que fa a les seves variables naturals, els potencials termodinàmics d'una sola espècie d'un gas ideal són:
{\displaystyle U(S,V,N)={\hat {c}}_{V}Nk\left({\frac {N\Phi }{V}}\,e^{S/Nk}\right)^{1/{\hat {c}}_{V}}}
{\displaystyle A(T,V,N)=NkT\left({\hat {c}}_{V}-\ln \left({\frac {VT^{{\hat {c}}_{V}}}{N\Phi }}\right)\right)}
{\displaystyle H(S,P,N)={\hat {c}}_{P}Nk\left({\frac {P\Phi }{k}}\,e^{S/Nk}\right)^{1/{\hat {c}}_{P}}}
{\displaystyle G(T,P,N)=NkT\left({\hat {c}}_{P}-\ln \left({\frac {kT^{{\hat {c}}_{P}}}{P\Phi }}\right)\right)}
En mecànica estadística, la relació entre l'energia lliure de Helmholtz i la funció de partició és fonamental, i s'utilitza per calcular les propietats termodinàmiques de matèria; vegeu configuration integral (anglès) per a més detalls.

## Velocitat del so
La velocitat del so en un gas ideal és expressada per la fórmula de Newton-Laplace:
{\displaystyle c_{\text{sound}}={\sqrt {\frac {K_{s}}{\rho }}}={\sqrt {\left({\frac {\partial P}{\partial \rho }}\right)_{s}}},}
on el Mòdul de compressibilitat isentròpic {\displaystyle K_{s}=\rho \left({\frac {\partial P}{\partial \rho }}\right)_{s}.}
Per a un procés isentròpic d'un gas ideal, {\displaystyle PV^{\gamma }=\mathrm {const} \Rightarrow P\propto \left({\frac {1}{V}}\right)^{\gamma }\propto \rho ^{\gamma }}, per tant
{\displaystyle c_{\text{sound}}={\sqrt {\left({\frac {\partial P}{\partial \rho }}\right)_{s}}}={\sqrt {\frac {\gamma P}{\rho }}}={\sqrt {\frac {\gamma RT}{M}}}}
Aquí,
- γ és l'índex adiabàtic (ĉPĉV)
- s és l'entropia per partícula del gas.
- ρ és la densitat de massa del gas.
- P és la pressió del gas.
- R és la constant dels gasos
- T és la temperatura
- M és la massa molar del gas.